# Balthazar Lange

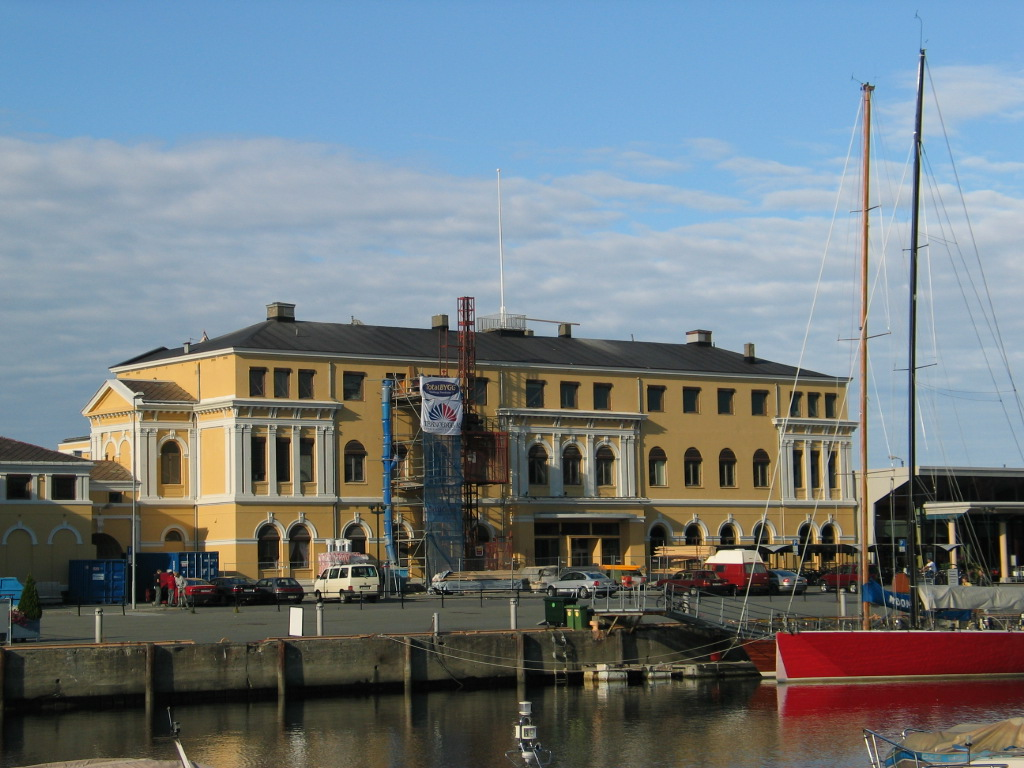
Trondheim sentralstasjon (1881)

Balthazar Conrad Lange, född 25 mars 1854 i Asker, död 13 september 1937 i Oslo, var en norsk arkitekt.
Efter att ha genomgått Statens håndverks- og kunstindustriskole och efter fem års assistentverksamhet reste Lange 1875 med "hantverkarstipendium" till Hannover, där han i två år studerade vid högskolan. Efter hemkomsten var han i flera år knuten till Norges statsbaners (NSB) arkitektkontor, intill han 1883 övergick till privat tjänst.
Åren 1890–98 var Lange byggnadsinspektör i Kristiania och konstituerades 1898 som stadsarkitekt där, en vilken han innehade intill 1920. En rad kommunala byggnader uppfördes efter hans ritningar och Uranienborg kirke byggdes efter hans med första pris belönade tävlingsprojekt. I yngre år deltog Lange ivrigt och med framgång i arkitekttävlingar, och han varen mycket anlitad juryman.

## Galleri

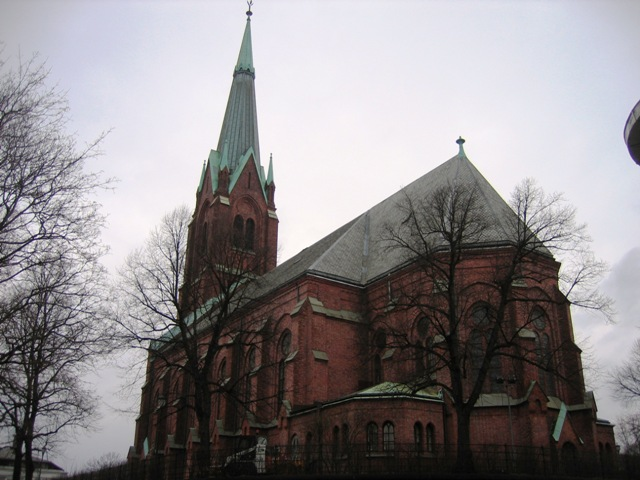
Uranienborg kirke, Oslo (1880)
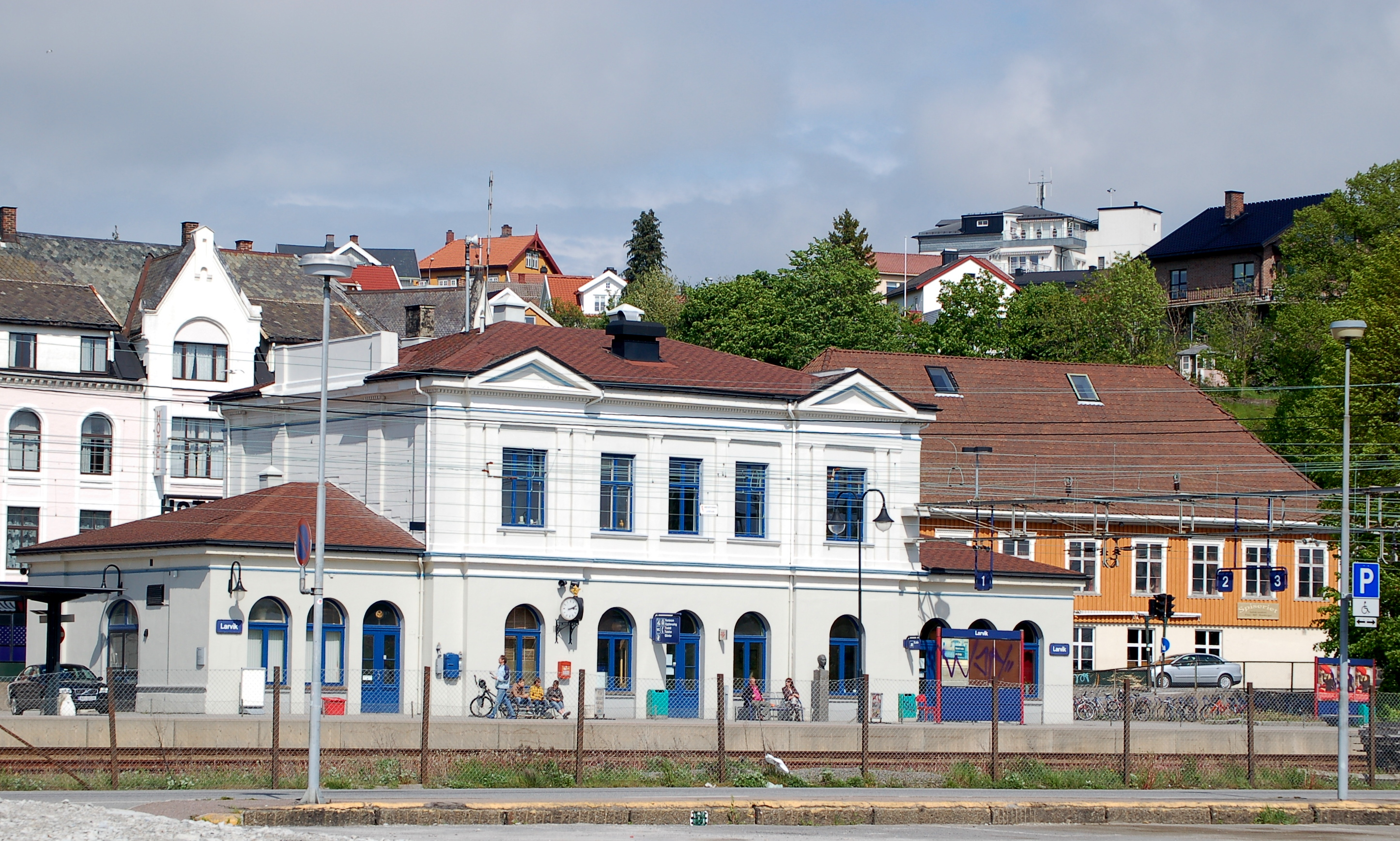
Larvik stasjon (1881)
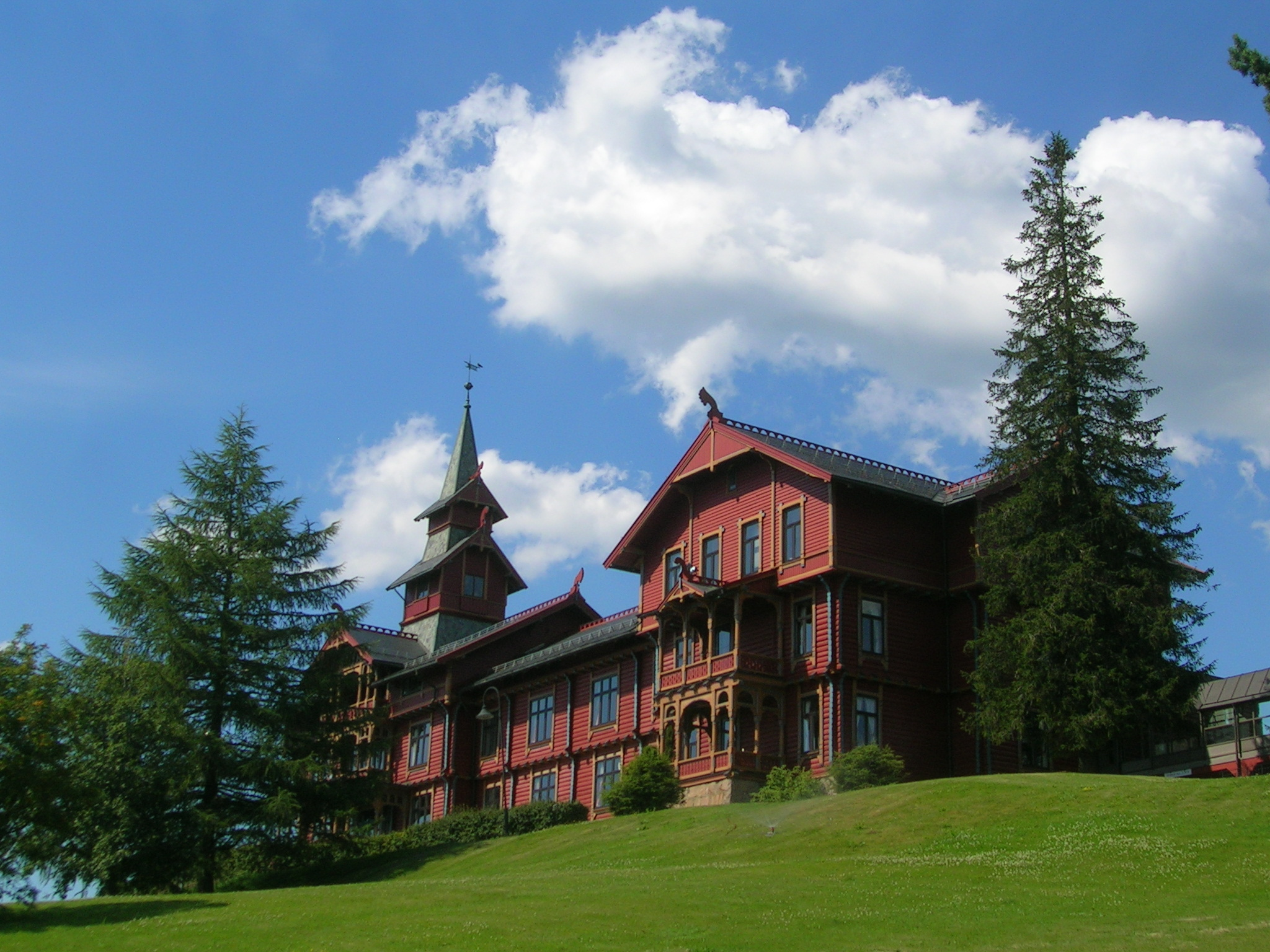
Holmenkollen sanatorium (1894)
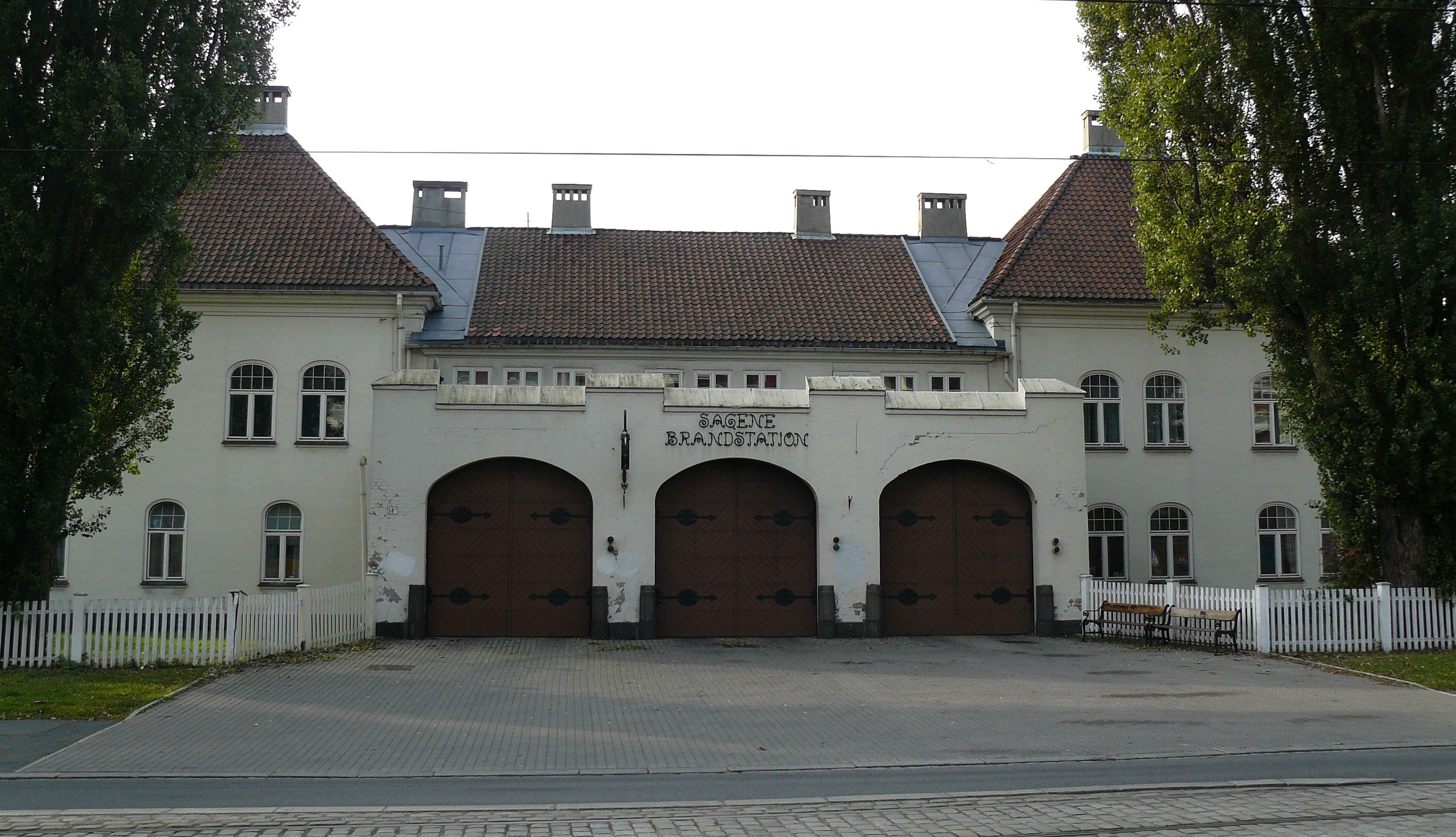
Sagene Brannstasjon, Oslo (1913)
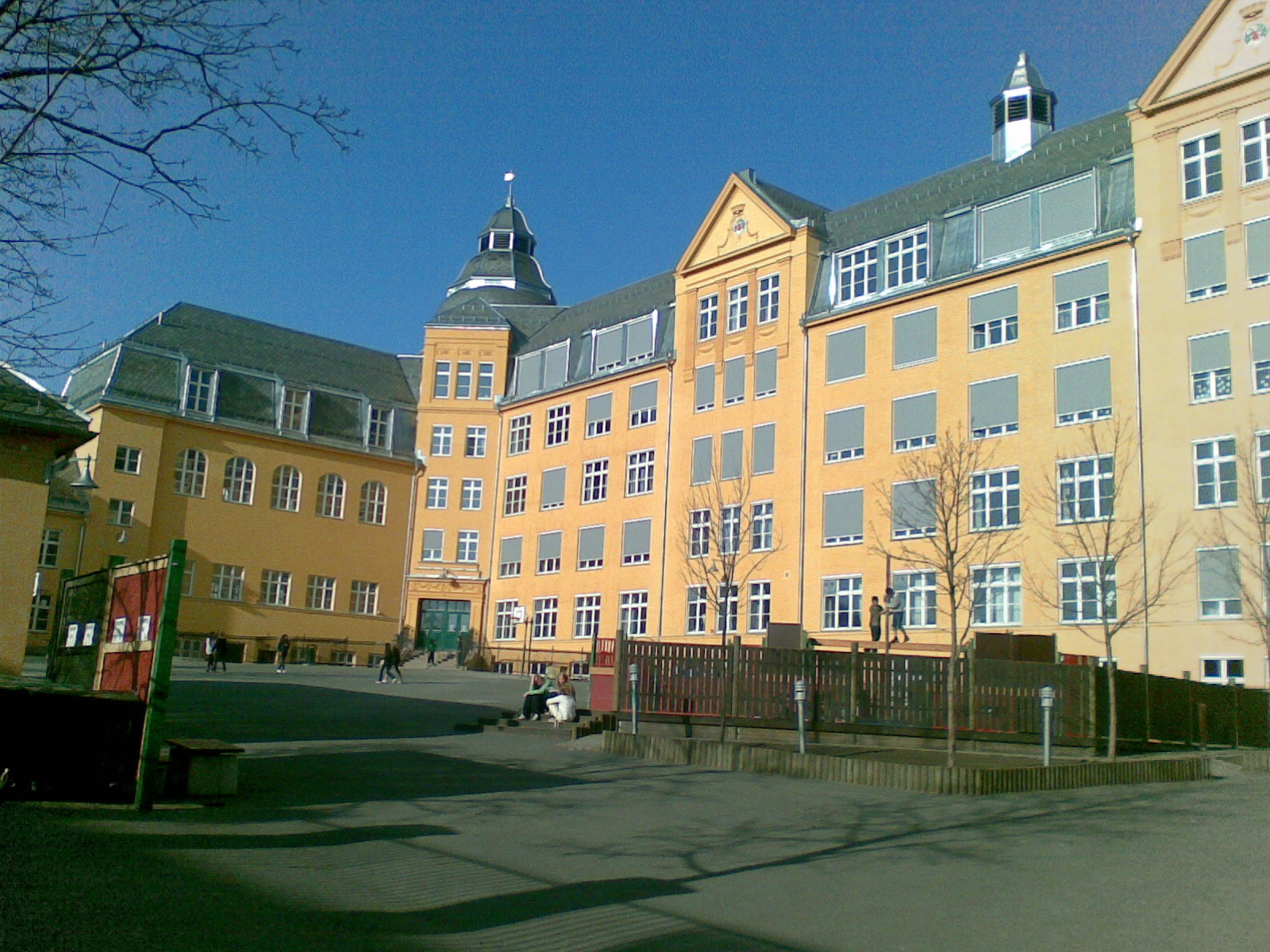
Ila skole, Oslo (1916)